# سنت-پراکسد، کبک
سَنت-پرَکسِد (به فرانسوی: Sainte-Praxède) قصبه‌ای در منطقه شهری له آپالاش ناحیه شودییر-آپالاش در استان کبک کانادا است. در سرشماری سال ۲۰۱۱ این قصبه ۳۴۱ نفر جمعیت داشته‌است و مساحت آن ۱۳۵٫۶۸ کیلومتر مربع است.